# Manuel de Souto-Maior
Manuel de Souto-Maior (Manuel de Sotto Mayor) war ein portugiesischer Kolonialverwalter.
Souto-Maior war von 1710 bis 1714 portugiesischer Gouverneur von Timor und Solor. Er versuchte mit den Topasse, den eigentlichen Machthabern der Region, wieder Frieden zu schließen und rehabilitierte den Liurai von Viqueque, Dom Mateus da Costa, den sein Vorgänger Jácome de Morais Sarmento unrechtmäßig verhaften hatte lassen.
1714 übernahm Manuel Ferreira de Almeida die Verwaltung der Kolonie, wobei unklar ist, ob er ein portugiesischer Gouverneur oder ein Topasse war, der die Macht an sich riss.
Unter Souto-Maior wurden die Fintas eingeführt. Fintas waren Tributzahlungen der mit Portugal verbündeten Reiche in Form von Naturalien, wie sie auch zwischen den timoresischen Herrschern üblich waren.